# Bridie O'Donnell
Bridie O'Donnell, née le 29 avril 1974 à Corinda (Queensland), est une coureuse cycliste australienne.  Spécialiste du contre-la-montre, elle est détentrice du record du monde de l'heure  entre le 22 janvier et le 27 février 2016, avec 46,882 km parcourus en une heure,. Cette marque est ensuite battue par Evelyn Stevens.

## Biographie
Bridie O'Donnell commence le sport de compétition après avoir assisté aux Jeux olympiques à Sydney. À cette fin, elle déménage de sa ville natale de Brisbane jusqu'à Melbourne. Elle pratique l'aviron avec succès, mais perd la motivation après cinq ans : « Cinq ans de matins froids et de mains calleuses ». Alors, elle décide de se tourner vers le cyclisme, puisque c'est «plus facile» que d'autres sports. Tout d'abord, elle participe à des Ironmans. Quand elle considère avoir gagné la force et l'endurance nécessaires, elle rejoint l'Australian Institute of Sport. À partir de 2008, elle travaille également en tant que médecin. Ses objectifs sportifs sont un titre mondial et participer aux Jeux olympiques, ce qu'elle n'est pas parvenu à faire.
Elle a remporté au cours de sa carrière, trois titres de championne d'Océanie (deux en contre-la-montre et un sur la course en ligne). En 2008, elle devient championnat d'Australie du contre-la-montre. En 2007, elle se classe deuxième du Chrono des Nations. Elle participe à trois reprises aux championnats du monde sur route, en 2008, 2009 et 2010.
Le 22 janvier 2016, Bridie O'Donnell bat sur le Super-Drome d’Adélaïde, avec 46,882 km, un nouveau record de l'heure. Elle améliore le record de Molly Shaffer Van Houweling du 12 septembre 2015, de 608 mètres. Le 27 février de la même année, l'Américaine Evelyn Stevens améliore sa marque avec 47,980 km.

## Palmarès
- 2007
  -  Championne d'Océanie du contre-la-montre
  - 2e du Chrono des Nations
- 2008
  -  Championne d'Australie du contre-la-montre
- 2009
  -  Championne d'Océanie sur route
  -  Championne d'Océanie du contre-la-montre[5]
  - Tour of Chongming Time Trial (contre-la-montre)
  -  Médaillée de bronze du championnat d'Océanie du contre-la-montre[6]
  - 2e du Tour de Prince Edward Island
- 2010
  - 2e du championnat d'Australie sur route
  - 2e du championnat d'Australie du contre-la-montre
- 2011
  -  Médaillée d'argent du championnat d'Océanie sur route
  -  Médaillée d'argent du championnat d'Océanie du contre-la-montre
- 2012
  -  Médaillée de bronze du championnat d'Océanie du contre-la-montre
  - 3e du championnat d'Australie du contre-la-montre
- 2014
  - 3e du championnat d'Australie du contre-la-montre
- 2015
  - 2e du championnat d'Australie du contre-la-montre
- 2016
  -  Médaillée d'argent du championnat d'Océanie du contre-la-montre

## Classements mondiaux
| Année                                 | 2009 | 2010 | 2011 | 2012 | 2013 | 2014 | 2015 | 2016 |
| ------------------------------------- | ---- | ---- | ---- | ---- | ---- | ---- | ---- | ---- |
| Classement UCI                        | 33e  | 56e  | 96e  | 364e | 182e | 555e | 570e | 444e |
|                                       |      |      |      |      |      |      |      |      |
| Légende : nc = non classéSource : UCI |      |      |      |      |      |      |      |      |

## Records
- Détentrice du record du monde de l'heure :  46,882 km (entre le 22 janvier et le 27 février 2016)